# Polimerasi termostabili

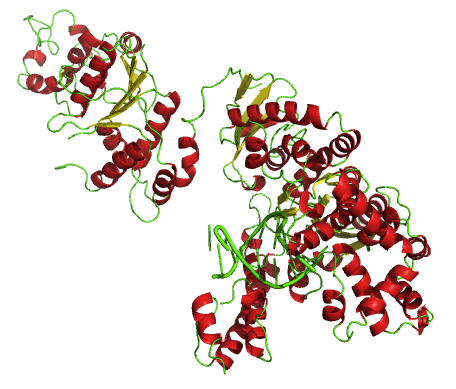
Taq-DNA-Polimerase con esonucleasi (sinistra) e polimerasi con DNA (destra)

Le DNA polimerasi termostabili sono DNA polimerasi, che provengono da esseri termofili, come batteri o archeobatteri, e perciò sono termostabili. Sono utilizzate per la reazione a catena della polimerasi e metodi prossimi alla modificazione del DNA.

## Polimerasi batteriche
Le DNA polimerasi termostabili di origine naturale vengono da batteri termostabili, da archaei termostabili e dal loro patogeni. Tra le DNA polimerasi termostabili da batterie (tipo A) si usano le DNA polimerasi termostabili Taq, Tfl, Tma, Tne e la Tth. Hanno un'attività polimerasica in direzione 5ʾ→3ʾ e un'attività esonucleasica 5ʾ→3ʾ e aggiungono un'adenosina al termine 3' del filamento DNA sintetizzato (ingl. sticky ends). La processività (engl. processivity) descrive il numero di basi sintetizzate prima di lasciare il filamento di origine (ingl. template). La processività limita la distanza tra la polimerasi ed il probe nel real time PCR. La processività della DNA polimerasi Taq è di circa 200 basi.

## Polimerasi archaeici

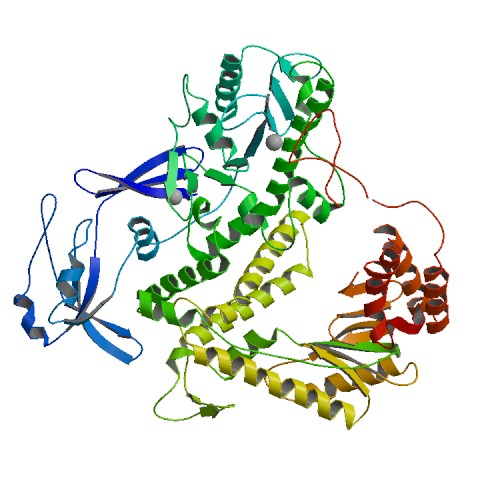
Pfu DNA polimerasi con due ioni di magnesio (palle grigie)

Tra le DNA polimerasi termostabili archaeiche (tipo B) si usano la Pfu DNA polimerasi, Pwo, KOD, Tli (sinonimo Vent), Tag, Tce, Tgo, TNA1, Tpe, Tthi, Neq e Pab.
Le polimerasi termostabili del tipo B non producono una base alla fine del filamento nascente (ingl. blunt ends). Solo la polimerasi Tli aggiunge un'adenosina nel 30 % dei filamenti. Invece di un'attività esonucleasica 5ʾ→3ʾ c'è un'attività esonucleasica 3ʾ→5ʾ per la correzione degli errori di sintesi (ingl. proof-reading). Con le polimerasi del tipo B si può produrre un frammento Klenow analogamente alla DNA polimerasi del tipo A attraverso di una proteolisi, ma l'attività esonucleasica è rimota nel processo, che aumenta la disposizione a generare errori. Qualche DNA polimerasi è meglio utilizzata per l'amplificazione del aDNA.

## Polimerasi modificati
Attraverso di un protein engineering qualche polimerasi viene costruito fuso alla DNA clamp della proteina SSo7d per ridurre gli errori di sintesi (Q5-Polymerase). La proteina PCNA da Archaeoglobus fulgidus era combinata con polimerasi termostabili. Analogamente polimerasi termostabili è costruiti con la topoisomerasi (di tipo V, con motivo Helix-hairpin-Helix, HhH) da Methanopyrus kandleri (TopoTaq e PfuC2). Una polimerasi modificata è costruito (Pfu Ultra). Effetti simili sono ottenuti con un'unione di polimerasi del tipo A e B, per esempio la Herculase come un'unione delle polimerasi Taq e Pfu.
La velocità di sintesi (ingl. productivity) delle polimerasi termostabili sono state comparate. La velocità di sintesi della Taq è circa 60 coppie di basi per secondo. Tra le polimerasi termostabili solo la KOD ha una rata superiore di 100 coppie di basi per secondo (circa 120 bp/s). Mutazioni diverse sono descritti che aumentano la velocità di sintesi. La KOD e qualche polimerasi termostabile modificate con (iProof, Pfu Ultra, Phusion, Velocity o Z-Taq) sono utilizzate per una PCR rapida (Fast-PCR, High-speed PCR).
Le quote di errori delle polimerasi termostabili (ingl. fidelity) sono pubblicati. La quota di errori della Taq è 8 · 10−6 errori per coppia di basi, la quota della KOD è 3,5 · 10−6 errori per coppia di basi, la quota della Tli e della Herculase è 2,8 · 10−6 errori per coppia di basi, la quota della Pfu è 1,3 · 10−6 errori per coppia di basi e la quota della Pfu Ultra è 4,3 · 10−7 errori per coppia di basi.
Le polimerasi batteriche possono essere modificate analogamente alla DNA polimerasi da E. coli. Da una delezione dell'esonucleasi della Taq nasce un frammento Klen-Taq o un frammento Stoffel, che producono più DNA. Due amminoacidi sono necessari per l'esonucleasi della Taq e sono Arginine nelle posizioni 25 e 74 (R25 e R74).